# Jutta Hipp

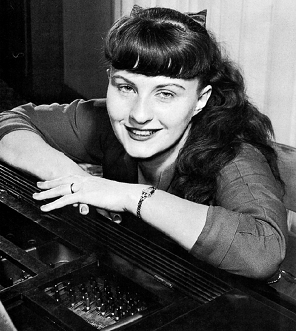
Jutta Hipp am Piano

Jutta Hipp (* 4. Februar 1925 in Leipzig; † 7. April 2003 in New York, USA) war eine deutsche Jazz-Pianistin, Dichterin, Malerin und Grafikdesignerin.

## Leben und Wirken
Hipp besuchte die Rudolf-Hildebrand-Schule in Leipzig-Connewitz und erhielt mit neun Jahren Unterricht in Klassischem Klavierspiel, den sie aber nach vier Jahren beendete. Als Teenager von vierzehn Jahren hörte sie erstmals Jazz und entdeckte ihre Liebe zu dieser Musik durch den Kontakt zu dem illegalen Jazzclub Hot Club Leipzig, in dem sie während des Zweiten Weltkrieges als Mitglied einer Amateur-Jazzband auch auftrat. Außerdem gab es Sessions in Privatwohnungen. Zum Kreis gehörten der Jazzgitarrist Thomas Buhé und der Schlagzeuger Frohwalt „Teddie“ Neubert. Ihre Vorbilder waren damals Teddy Wilson, Fats Waller und Art Tatum.
Von 1942 bis 1945 war sie Studentin an der Staatlichen Akademie für graphische Künste und Buchgewerbe in Leipzig, belegte dort eine Meisterklasse bei Professor Walter Buhe, dem Vater von Thomas Buhé, und war auch Studentin der Professoren Curt Metze und Karl Miersch. Nach Kriegsende war Leipzig von April bis Juli 1945 durch US-Truppen besetzt, bevor es Teil der Sowjetischen Besatzungszone wurde. Während der amerikanischen Besatzung erklang Jazzmusik im Hauptquartier der US-Truppen, Jazzauftritte waren wieder möglich, und im amerikanischen Soldatensender AFN konnte man Jazz hören. 1945/46 entstanden Demo-Aufnahmen mit Freunden aus dem „Lime City Jazz Club“ in Leipzig, unter anderem auch mit Rolf Kühn; sie wurden 2015 veröffentlicht.
Hipp übersiedelte im März 1946 mit ihrem damaligen Verlobten Teddie Neubert sowie Thomas Buhé nach Westdeutschland, um zunächst in amerikanischen Offiziersclubs und Tanzlokalen am Tegernsee zu spielen. 1948 bekam sie einen Sohn Lionel, den sie einem Kinderheim übergab. Sie trat mit Paul Martin und ab 1951 professionell mit der Band von Freddie Brocksieper in amerikanischen Soldaten-Clubs  in München und Bayern auf und spielte dann in der Combo (New Jazz Stars) von Hans Koller, die auch Dizzy Gillespie auf einer Deutschland-Tour 1953 begleitete und sich das „Cool-Jazz“-Idiom aneignete. 1952 zog sie nach Frankfurt am Main und leitete 1953 bis 1955 das Jutta Hipp Quintett, dem zunächst Emil Mangelsdorff, Joki Freund, Hans Kresse (Bass) und Karl Sanner angehörten. In dieser Besetzung trat die Band auf dem ersten Deutschen Jazzfestival 1953 auf und nahm auch das Album New Faces – New Sounds from Germany für ein amerikanisches Label auf. Auf Anregung von Leonard Feather wurde es später auch von Blue Note in den USA vertrieben, um sie dort bekannt zu machen und ihre dortigen Auftrittschancen zu erhöhen. 1953 belegte Hipp im Podium-Jazz-Referendum den ersten Platz unter den deutschen Jazzpianisten vor Paul Kuhn. Auch mit ihrer nächsten Band 1954/5, zu der Attila Zoller gehörte, bestätigte sie den Ruf, „Europe’s First Lady in Jazz“ zu sein. 1954 spielte sie auf dem Deutschen Jazzfestival mit Albert Mangelsdorff und Zoller, aber auch in einer Session mit Hugo Strasser, bei der sie Flamingo spielten.
1955 ging sie mit ihrem Quartett in Schweden auf Gastspielreise, wo sie auch mit Lars Gullin aufnahm. Nach einer Jugoslawien-Tournee mit Joki Freund und Carlo Bohländer nahm sie ein Angebot von Leonard Feather an, der sie 1954 in Duisburg gehört hatte und von ihrem Spiel begeistert war, und übersiedelte in die Vereinigten Staaten. Dort war sie zunächst erfolgreich. Sie erhielt als erster europäischer Jazzmusiker (und zweiter weißer Musiker überhaupt) einen Vertrag bei Blue Note Records, für die sie 1956 drei Alben unter eigenem Namen aufnahm. 1956 spielte sie auf Feathers Vermittlung hin als Vertretung der auf Tour gegangenen Marian McPartland ein halbes Jahr im New Yorker Club-Restaurant Hickory House (im Trio mit Peter Ind und Ed Thigpen). Ihr Spiel wurde härter und bekam mehr Drive. Auch trat sie 1956 beim Newport Jazz Festival auf. Kurze Zeit arbeitete sie auch mit Charles Mingus zusammen.
Noch 1956 kam es jedoch zu künstlerischen Differenzen mit Feather, teilweise darin begründet, dass sie sich in ihr musikalisches Repertoire nicht hineinreden lassen wollte, etwa, indem sie Kompositionen von Feather spielte. Ein weiterer Grund war, dass sie mit dem verheirateten Feather keine Liebesbeziehung eingehen wollte. Sie war, bevor sie in die USA ging, mit Zoller verlobt. Feather besprach sie nach 1956 nicht mehr und äußerte in seinen Büchern, Horace Silvers Einfluss habe sich negativ auf ihr Spiel ausgewirkt, eine Ansicht, die zuvor schon Nat Hentoff vertreten hatte. Sie nahm danach nicht wieder auf und hatte nur noch Engagements in kleineren Clubs in New York und auf Long Island. Um 1957 tourte sie mit dem Saxophonisten Jesse Powell in den Südstaaten, was nach ihren eigenen Worten der musikalische Höhepunkt ihrer Karriere war. Da die Situation sich für Jazzmusiker Ende der 1950er Jahre verschlechterte, nahm sie einen Job als Näherin in einer Kleiderfabrik in Queens an. Später arbeitete sie bis 1995 auch als Schneiderin und Textildesignerin auf Long Island. Bis 1960 trat sie dabei noch an Wochenenden als Jazzmusikerin auf, wechselte dann aber ganz zu ihrer ersten Liebe Zeichnen und Design. Ein Grund waren auch Alkoholprobleme, teilweise daraus resultierend, dass sie damit ihr starkes Lampenfieber unterdrückte. Das Lampenfieber war auch der Grund dafür, dass sie am liebsten in kleineren Jazzclubs auftrat.
Als bildende Künstlerin malte Hipp bevorzugt Aquarelle. Ihre Motive reichten vom Straßenleben in Queens und ihren Lieblingsstränden auf Long Island bis zu Tierporträts. Ausstellungen ihrer Bilder hatte sie zum Beispiel 1980 und 2000 im Langston-Hughes-Kulturzentrum in Corona in New York. Hipp, die für ihren schlagfertigen Witz bekannt war, zeichnete auch Karikaturen anderer Jazzmusiker und schrieb Gedichte über sie. Einige wurden im Jazz Podium veröffentlicht. Hipp war zudem eine geschickte Puppenmacherin und überließ einige ihrer Puppen dem Museum of the City of New York. Da sie nach ihrem Abschied von der Jazzmusik das Klavier nicht mehr anrührte, wussten viele ihrer Bekannten nichts von ihrer Jazz-Vergangenheit, bis sie aus den Nachrufen davon erfuhren.
Hipp, die nie heiratete, blieb dem Jazz verbunden und fotografierte unermüdlich in kleinen Jazzclubs in Queens. Die Fotos verschickte sie auch an Freunde und an Jazz-Magazine in Deutschland. Sie äußerte oft in Briefen an Freunde, dass wirklicher Jazz eher in kleinen Clubs zu finden sei, in denen sie viele hervorragende Musiker hörte, denen das Durchsetzungsvermögen fehlte, um groß herauszukommen. Hipp starb an Bauchspeicheldrüsenkrebs in ihrem Apartment in Sunnyside (Queens).

## Musikalische Einordnung
Als Pianistin war Hipp in der Swing-Tradition verwurzelt und nach eigenen Worten von Count Basie, Teddy Wilson, aber auch von Fats Waller beeinflusst. Mit dem Aufkommen des Bebop Mitte der 1940er Jahre orientierte sie sich an Bud Powell. Dass viele Musiker, Kritiker und Fans Anfang der 1950er Jahre Cool-Jazz Einflüsse von Lennie Tristano in ihrem Spiel hörten, wurde von ihr selbst eher ablehnend aufgenommen. In späteren Jahren äußerte sie dagegen ihre Bewunderung für den Hard Bop von Horace Silver, den sie um 1956 in New York traf. Auf dem Höhepunkt ihrer Karriere als Jazzpianistin, die gelegentlich auch komponierte, hatte sie einen neuen Stil gefunden, der sich deutlich von den weit geschwungenen Melodiebögen und den von der europäischen Kunstmusik beeinflussten Verzierungen ihres Spiels vor der Übersiedelung nach New York unterschied. „Die Energie, die ihre Spielart des Cool Jazz mit Feuer versehen hatte, kam nun deutlich zum Vorschein.“ Sie verweigerte sich konsequent äußerem Druck, sie in eine andere Richtung zu drängen. Ihr in den 1950er Jahren erworbener Ruf als Jazzpianistin (mit dem sie in Europa noch lange danach eine singuläre Erscheinung war) war bei ihren westdeutschen Fans noch Jahrzehnte später ungebrochen. Sie selbst kehrte nach ihrer Übersiedlung auch besuchsweise nie wieder nach Deutschland zurück.

## Anhaltende Rezeption
Auf Beschluss des Leipziger Stadtrates trägt seit 2011 eine Straße in ihrer Geburtsstadt den Namen Jutta-Hipp-Weg.
Bei den Berliner Jazztagen 2012 spielten Julia Hülsmann (p), Rolf Kühn (cl), Joe Lovano (ts), Greg Cohen (b) und Christian Lillinger (dr) eine Hommage an Jutta Hipp.
Zum zehnten Todestag 2013 erschienen das Album The Lost Tapes, das Rundfunkmitschnitte aus den Jahren 1952, 1953 und 1955 enthält, und Ilona Haberkamps Tributalbum Cool is Hipp is Cool mit Kompositionen und Gedichten von Hipp sowie kurzen Ausschnitten aus Interviews mit Iris Kramer geb. Timmermann und Ilona Haberkamp 1986.
Zu Hipps 90. Geburtstag 2015 veröffentlichten Ilona Haberkamp und Gerhard Evertz bei BE! Jazz Edition (BE 6103-09) eine umfassende künstlerische Gesamtausgabe The Art and Life of Jutta Hipp mit einer zweisprachigen Biografie (Ilona Haberkamp) und einem Großteil ihres künstlerischen Werkes, darunter Zeichnungen (Karikaturen unter anderem von Lester Young, Horace Silver, Lionel Hampton, Gerry Mulligan, Zoot Sims, Ella Fitzgerald), Ölgemälden und Aquarellen, Gedichten, in denen sie verschiedene Jazzmusiker charakterisierte, sowie sämtlichen musikalischen Einspielungen und Filmaufnahmen.
Katja von Schuttenbach schrieb 2006 an der Rutgers University eine Master-Arbeit über Jutta Hipp; eine Zusammenfassung erschien im Jazz Podium. Thomas Meinecke verwendete Materialien daraus für seinen Roman Jungfrau (Suhrkamp 2008).
2023 veröffentlichte Ilona Haberkamp eine weitere  Biografie über Jutta Hipp: Plötzlich Hip(p). Das Leben der Jutta Hipp zwischen Jazz und Kunst.
Der Jazzverband Sachsen schrieb 2023 zum ersten Mal den Jutta-Hipp-Preis für in Sachsen wirkende Jazzmusiker und ‑musikerinnen aus.
Anlässlich des 100. Geburtstages von Jutta Hipp veranstaltete der LeipJAZZig e. V. ein Sonderkonzert in der Alten Börse; an dem Haus Windscheidstraße 35, in dem sie die  ersten Lebensjahre (1925 bis 1930) wohnte, wurde eine von der Stadt Leipzig gestiftete und von der Leipziger Künstlerin Ute Hellriegel gestaltete Gedenktafel angebracht.

## Diskografie (Auswahl)

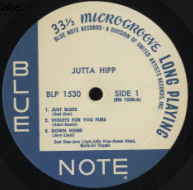
Etikett einer Vinyl-Schallplatte von Jutta Hipp bei Blue Note

- Jutta Hipp and Her Combo: Europe's First Lady of Jazz (Mod Records, 1955)
- New Faces – New Sounds From Germany (1954)[21]
- Cool Dogs And Two Oranges (1954 bzw. 1980)[22]
- Die Aufnahmen vom Jazzfestival Frankfurt erschienen auf einer Brunswick EP und später in der CD Box Bear Family 15430
- Various Artists Cool Jazz made in Germany (1954)[23]
- At the Hickory House (Vol. 1 & 2) (Blue Note, 1956) - Vol. 1 vom 5. April auch enthalten in der BLUE NOTES Milestones of Jazz Legends-Box in der Besetzung mit Peter Ind (b) & Ed Thigpen (dr)[24]
- Jutta Hipp with Zoot Sims (Blue Note, 1956)
- The Lost Tapes: The German Recordings 1952–1955 (Jazzhaus/ArthausMusik, 2013[25])
- Hipp is cool – The Life and Art of Jutta Hipp (Be! Jazz, 2015)